# 9418 Маюмі
9418 Маюмі (9418 Mayumi) — астероїд головного поясу, відкритий 18 листопада 1995 року.
Тіссеранів параметр щодо Юпітера — 3,647.